# Leire Olaberria
Leire Olaberria Dorronsoro (Icazteguieta, 17 de febrero de 1977) es una deportista española que compitió en ciclismo en las modalidades de pista, especialista en las pruebas de puntuación y ómnium, y ruta, en donde formó parte del equipo Bizkaia-Durango.
Participó en dos Juegos Olímpicos de Verano, en los años 2008 y 2012, obteniendo una medalla de bronce en Pekín 2008, en la prueba de puntuación, y el decimotercer lugar en Londres 2012 (ómnium).
Ganó una medalla de bronce en el Campeonato Mundial de Ciclismo en Pista de 2010 y dos medallas en el Campeonato Europeo de Ciclismo en Pista, oro en 2010 y bronce en 2013.

## Medallero internacional
| Juegos Olímpicos   | Juegos Olímpicos         | Juegos Olímpicos  | Juegos Olímpicos |
| Año                | Lugar                    | Medalla           | Competición      |
| ------------------ | ------------------------ | ----------------- | ---------------- |
| 2008               | Pekín (China)            | Medalla de bronce | Puntuación       |
| Campeonato Mundial |                          |                   |                  |
| Año                | Lugar                    | Medalla           | Competición      |
| 2010               | Ballerup (Dinamarca)     | Medalla de bronce | Ómnium           |
| Campeonato Europeo |                          |                   |                  |
| Año                | Lugar                    | Medalla           | Competición      |
| 2010               | Pruszków (Polonia)       | Medalla de oro    | Ómnium           |
| 2013               | Apeldoorn (Países Bajos) | Medalla de bronce | Puntuación       |

## Biografía
Comenzó siendo una atleta de cierto nivel como cadete (campeona de España de 100 m) y juvenil, se reconvirtió con éxito al ciclismo, donde su progresión fue mejor. Tras un buen papel en la Copa del Mundo de 2007, logró plaza para participar en los Juegos Olímpicos de Pekín 2008, en la prueba de puntuación, en la que obtuvo la medalla de bronce. Sin embargo, al desaparecer esa especialidad del programa olímpico, se tuvo que convertir en una ciclista más polivalente para disputar el ómnium (prueba que integraba seis disciplinas distintas del ciclismo en pista, incluida la puntuación).
Desde 2007 compaginó la pista con la carretera, logrando victorias desde el año 2010 al proclamarse doble campeona de España en contrarreloj y ruta. En 2011 empezó a destacar en pruebas internacionales, como el noveno puesto en el Tour de Bretaña Femenino y el 2.º en la etapa prólogo del Tour Cycliste Féminin International de l'Ardèche. Su especialidad es la contrarreloj (debido a sus dotes de rodadora), de hecho fue seleccionada para disputar el Campeonato Mundial de 2011, finalizando en la 26.ª posición en la contrarreloj.
Tras abandonar el equipo de pista del Cespa-Euskadi a finales de 2010, con el que había logrado sus mayores éxitos, fichó con los equipos Fullgas.org-Gipuzkoa (pista) y Debabarrena-Gipuzkoa (carretera), hasta que la desaparición del Debabarrena en 2013 supuso que solo se quedase en el equipo de pista. Ese mismo año fichó por el Bizkaia-Durango de cara a intentar acudir al Mundial de Ciclismo en Ruta de 2013, logrando ese objetivo al ser seleccionada para la prueba contrarreloj. En 2014 no pudo acudir al Mundial por lesión.
Aunque en 2016 anunció su retirada después de no obtener la plaza para los Juegos Olímpicos de Río de Janeiro 2016, al año siguiente se incorpora nuevamente a la selección nacional de pista.
En el Campeonato de España de Ciclismo en Pista obtuvo 18 títulos entre los años 2004 y 2015, cuatro en keirin, en scratch, en persecución y en puntuación, y uno en velocidad y en ómnium. Además, se proclamó campeona de España en ruta el año 2010 y dos veces campeona nacional en contrarreloj (2010 y 2014).
Olaberria se graduó en Turismo (Universidad de Deusto) y Magisterio en Educación Primaria (Universidad del País Vasco), además de estudiar Dietética y Nutrición en la UCAM de Murcia. Tras su maternidad, regresó a la competición y se ha dedicado a promover un programa de apoyo a ciclistas de pista femeninas en su Guipúzcoa natal, participando en el desarrollo del nuevo equipo femenino Gipuzkoa-Ogi Berri, con el que ha disputado algunas carreras nacionales.

## Palmarés

### Pista
2004 (como amateur)
- Campeonato de España Keirin
- 2.ª en el Campeonato de España Velocidad
- 3.ª en el Campeonato de España 500 metros

2005 (como amateur)
- 2.ª en el Campeonato de España Scratch
- 2.ª en el Campeonato de España Puntuación

2006 (como amateur)
- Campeonato de España Keirin
- Campeonato de España Velocidad
- 2.ª en el Campeonato de España Persecución
- 2.ª en el Campeonato de España Puntuación
- 2.ª en el Campeonato de España Scratch
- 2.ª en el Campeonato de España 500 metros

2007
- Campeonato de España Keirin
- Campeonato de España Scracth
- Campeonato de España Persecución
- 2.ª en el Campeonato de España Puntuación

2008
- Campeonato de España Keirin
- Campeonato de España Scratch
- Campeonato de España Persecución
- Campeonato de España Puntuación
- Récord de España 3 km — 3' 41" 557
- 3.ª en el Campeonato Olímpico Puntuación

2009
- Campeonato de España Persecución por Equipos (haciendo equipo con Eneritz Iturriaga y Ane Usabiaga)
- 2.ª en el Ranking UCI Puntuación

2010
- 3.ª en el Campeonato Mundial Omnium
- Campeonato Europeo Omnium
- Campeonato de España Persecución
- Campeonato de España Scracth
- Campeonato de España Omnium
- Campeonato de España Puntuación
- Campeonato de España Persecución por Equipos (haciendo equipo con Olatz Ferrán y Ane Usabiaga)
- 2.ª en el Campeonato de España Keirin
- 2.ª en el Campeonato de España 500 metros

2011
- Pekín Vuelta Lanzada
- Campeonato de España Persecución
- Campeonato de España Puntuación
- Campeonato de España Scracth

2013
- International Belgian Open Omnium
- International Belgian Open Scratch
- 3.ª en el Campeonato Europeo Puntuación

2014
- Anadia Omnium

2015
- Campeonato de España Persecución
- 2.ª en el Campeonato de España Scratch
- Campeonato de España Puntuación
- 3.ª en el Campeonato de España Keirin

### Carretera
2009
- 3.ª en el Campeonato de España Contrarreloj

2010
- Campeonato de España Contrarreloj
- Campeonato de España en Ruta

2013
- 2.ª en el Campeonato de España Contrarreloj

2014
- Campeonato de España Contrarreloj

2015
- 3.ª en el Campeonato de España Contrarreloj

## Resultados en Grandes Vueltas y Campeonatos del Mundo
Durante su carrera deportiva ha conseguido los siguientes puestos en las Grandes Vueltas femeninas y en los Campeonatos del Mundo en carretera:
| Carrera              | 2010 | 2011 | 2012 | 2013 | 2014 | 2015 | 2016 | 2017 |
| -------------------- | ---- | ---- | ---- | ---- | ---- | ---- | ---- | ---- |
| Giro de Italia       | Ab.  | -    | -    | -    | -    | -    | -    |      |
| Tour de l'Aude       | -    | X    | X    | X    | X    | X    | X    | X    |
| Grande Boucle        | X    | X    | X    | X    | X    | X    | X    | X    |
| Mundial en Ruta      | -    | -    | -    | -    | -    | -    | -    |      |
| Mundial Contrarreloj | -    | 26.ª | -    | 31.ª | -    | -    | -    |      |

-: no participa

Ab.: abandono

X: ediciones no celebradas

## Equipos

### Pista
- Cespa-Euskadi (2007-09.2010[17])
- Fullgas.org-Gipuzkoa (2010-2013, 2015) (en 2015 amateur)

### Carretera
- Lointek (2009)
- Debabarrena (10.2010-2012)
  - Debabarrena-Kirolgi (10.2010-2011)
  - Debabarrena-Gipuzkoa (2011-2012)
- Bizkaia-Durango (08.2013 -2015)[18]